# 國立嘉義大學附設實驗國民小學
國立嘉義大學附設實驗國民小學，簡稱嘉大附小，於1971年成立，是嘉義市唯一的國立國民小學，於1974年再增設嘉大附幼。現為國立嘉義大學附屬機構。

## 學校沿革

### 設立初期
成立於1971年8月1日，起初還沒有專屬校地，而是設定於省立嘉義工業職業學校分部的舊址，因已年久失修，校舍大多破爛不堪，甚至是教室間的牆都穿洞了，後來才遷入現今校址（嘉義市東區林森東路46號）。
設校的時候，嘉義市政府決議在3年內要將和平國民小學廢除，故成立第1年除了自行招生的1年級4個班級學生外，也從和平國小接收2年級的4個班級學生，共8個班級，約有學生300名。

## 歷史
- 1971年8月，台灣省立嘉義師範專科學校附屬國民小學奉准成立。
- 1971年8月，全校共有學生八班；至1973年度全校共有24班[1]。
- 1974年9月，增設幼稚園二班。
- 1983年8月，改隸臺灣省立嘉義師範專科學校，改校名為為臺灣省立嘉義師範專科學校附設實驗國民小學。
- 1987年7月，奉令改校名為台灣省立嘉義師範學院附設實驗國民小學。
- 2000年2月，奉令改校名為國立嘉義大學附設實驗國民小學，因而變為嘉義市第一間國立國民小學[2]。

## 歷任校長
| 任別 | 任期        | 姓名   | 備註 |
| ---- | ----------- | ------ | ---- |
| 1    | 1971年8月－ | 陳頌蓀 | 兼任 |
| 2    | 1981年8月－ | 陳鑰   | 兼任 |
| 3    | 1989年8月－ | 何素華 | 兼任 |
| 4    | 1989年8月－ | 翁慶宗 | 兼任 |
| 5    | 1995年8月－ | 李新鄉 | 兼任 |
| 6    | 1998年8月－ | 林本喬 | 兼任 |
| 7    | 1998年8月－ | 陳聖謨 | 兼任 |
| 8    | 2009年8月－ | 張哲彰 | 正任 |
| 9    | 2016年8月－ | 賴秀珍 | 正任 |
| 10   | 2018年8月－ | 陳明聰 | 兼任 |
| 11   | 2022年8月－ | 蔡明昌 | 兼任 |
| 代理 | 2023年8月-  | 沈桂枝 | 代理 |
| 12   | 2024年2月-  | 沈桂枝 | 正任 |

## 特色

### 特色課程
該校在九年一貫實施之後，建立了許多的特色課程模組，目前有五種：
- 引導探究
- 天文
- 走讀國際
- 運算思惟
- 學年特色課程

### 跨領域授課
該校於12年國教新課綱改變後，開始開立跨領域的授課課程，單個課程的授課內容同時結合多個科目的教師，讓學生於學習過程中同時學習相關的科目內容。

### 嘉大附小公仔
以「禮節、堅持、服務、尊重、專注」五個品德項目所製之公仔。

## 外部連結
- 國立嘉義大學附設實驗國民小學（页面存档备份，存于）